# بخش واربرگ
بخش واربرگ (به سوئدی: Varberg Municipality) یک ناحیه شهری در سوئد است که در استان هاللاند واقع شده‌است.

## خواهرخوانده
شهرهای کارلووی واری، Haderslev Municipality، شهرستان تارتو، Uusikaupunki، Sandefjord و Haderslev خواهرخوانده‌های وربرگ مونیکیپلیتی هستند.